# Oxyrhynchus papuanus
Oxyrhynchus papuanus là một loài thực vật có hoa trong họ Đậu. Loài này được (Pulle) Verdc. miêu tả khoa học đầu tiên.